# لا باندا
لا باندا (به اسپانیایی: La Banda) یک منطقهٔ مسکونی در آرژانتین است که در Banda Department واقع شده‌است. لا باندا ۱۰۶٬۴۴۱ نفر جمعیت دارد و ۱۹۱ متر بالاتر از سطح دریا واقع شده‌است.